# Ousmane Thiero
Ousmane Thiero (* 8. April 2006) ist ein malischer Fußballspieler.

## Karriere

### Verein
Thiero begann seine Karriere bei der AS Bamako. Im September 2024 wechselte er zum österreichischen Bundesligisten SK Rapid Wien, bei dem er einen bis 2026 laufenden Vertrag erhielt. Bei Rapid sollte er zunächst für die Reserve spielen.
Sein Debüt für Rapid II in der 2. Liga gab Thiero dann im November 2024, als er am 15. Spieltag der Saison 2024/25 gegen den SV Stripfing in der 78. Minute für Mouhamed Guèye eingewechselt wurde.

### Nationalmannschaft
Thiero nahm 2023 mit der malischen U-17-Auswahl am Afrika-Cup teil. Thiero kam während dem Turnier zu vier Einsätzen, mit Mali beendete er den Afrika-Cup als Vierter. Durch dieses Abschneiden war Mali auch für die WM im selben Jahr. Bei dieser wurde Mali Dritter, Thiero kam in allen sieben Partien der Afrikaner zum Zug.